# Szigetvár
Szigetvár (németül: Großsiget, Inselburg, latinul: Limusa, horvátul: Siget, törökül: Zigetvar) Baranya vármegyei város, a Szigetvári járás székhelye. Baranya vármegye negyedik legnagyobb települése Pécs, Komló és Mohács után.

## Fekvése
A dél-dunántúli település Baranya vármegye nyugati részén, a Tolna– Baranyai-dombvidékhez tartozó Dél-Zselicnek a Dráva-síkkal határos déli szegélyén helyezkedik el. A várost kettészeli az Almás-patak, amely szabályozása előtt gyakorta megáradt, s a környéket mocsaras ártérré változtatta.
A város közúton Barcs és a főváros felől a 6-os, Balatonszemes-Kaposvár irányából a 67-es főúton közelíthető meg; Kadarkúttal a 6607-es út, Sellye térségével (Drávafokkal)´az 5808-as út köti össze.
Barcstól és a horvát államhatártól 31, Pécstől 35, Kaposvártól 40 kilométer távolságra található. Érinti a Murakeresztúr–Szentlőrinc-vasútvonal, amelyhez Szigetvár vasútállomáson az 1977-ben történt megszüntetéséig csatlakozott a Kaposvár–Szigetvár-vasútvonal is. A vasútállomás a 6-os főút és az Istvánffy Miklós utca találkozásánál, a Penny áruház és az autóbusz-állomás mellett helyezkedik el.

## Története

### Szigetvár a középkorban
A település és környéke már a történelem előtti időkben is lakott hely volt, amit az itt előkerült neolitikumi és bronzkori régészeti leletek (kőbalta, hálónehezékek, fibulák) is igazolnak. A terület kelta, római, majd avar uralom után került a honfoglaló magyarok kezére.
Földesúri birtokként Zygeth névalakban 1391-ben bukkan fel először a forrásokban, első védett épületét az Almás-patak mocsaras árteréből kiemelkedő szigetszerű földsávon építették meg. Az uradalmi központ szerepét betöltő vár legelső, régészetileg is igazolható építményének, az ún. kerek toronynak, a későbbi, 16. századi vár belső magjának a 15. század első felében történt kialakítása a birtokos szigeti Antimus Osvát (Osvald) nevéhez köthető. A háromemeletes lakótoronyból és későbbi bővítményeiből álló korai erőd mint castrum 1449-ben, az Almás-patak másik szigetén már korábban létrejött, földsánccal övezett település mint oppidum (mezőváros) 1463-ban jelenik meg elsőként írásos formában. A váralapító földesúrról, Osvaldról a déli kapuátjáróban elhelyezett, 1939-ben készült márványtábla szövege is megemlékezik.
A vár és a város 1473-ban vétel útján az enyingi Török család birtokába került. E család legnevezetesebb tagja, Török Bálint végeztette el a vár és a település igazi erődítménnyé történő kiépítését az 1530-as években. Ennek során a belső várat nagy területű, sarkain olaszbástyákkal megerősített külső várrésszel bővítette, az erődöt az Almás-patak vizével feltöltött árokrendszerrel vétette körbe, amelyen keresztül felvonóhidak biztosítottak összeköttetést a külső és belső vár, illetve a város között. Török Bálint erődített szigeti birtoka nem csupán katonai támaszpontként, de a végvidék szellemi bázisaként is jelentős volt: 1542-ig itt élt, és alkotott Tinódi Lantos Sebestyén, a históriás ének műfajának hazai megteremtője, de itt állt a háza Istvánffy Pál költőnek, az első magyar verses novella szerzőjének, és e helyütt nevelkedett fia, Istvánffy Miklós humanista történetíró is.

### A várháborúk és a hódoltság kora

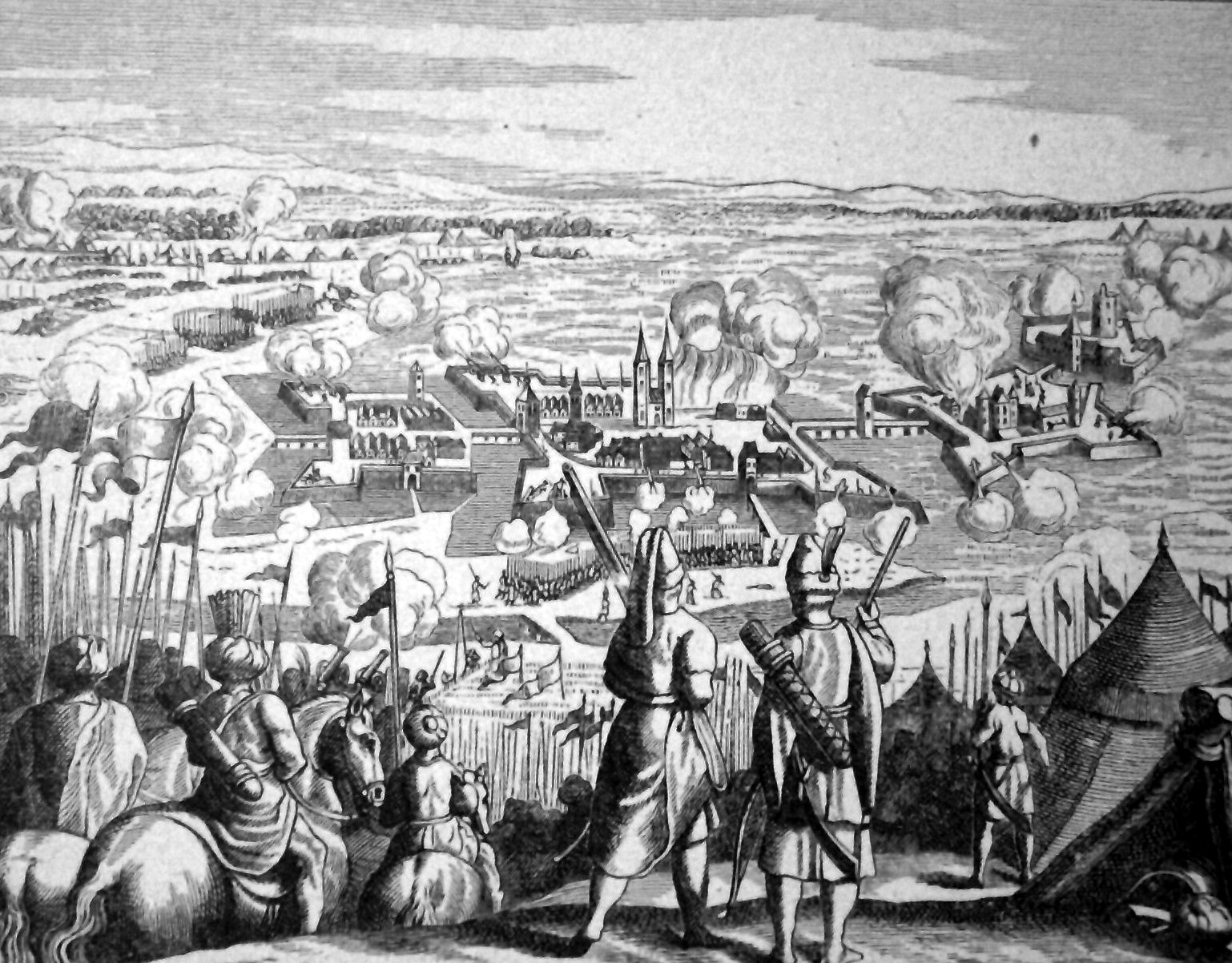
Szigetvár ostroma

A várúr török fogságba kerülését követően, a Buda, majd Pécs és Siklós elestével kiemelt stratégiai jelentőségre szert tett erősség 1543-ban királyi birtokként I. Habsburg Ferdinánd tulajdonába került. A Dunántúlon előrenyomuló oszmán hadaknak az 1540-1550-es években az összes környékbeli végvárat sikerült bevenniük, így Sziget teljesen magára maradt. A Kerecsényi László által 1554-ben visszavert török támadást követően az erőd első, igazán komoly ostromára 1556 nyarán került sor. Az ekkor a védelemért felelős kapitánynak, Horváth Stancsics Márknak rendkívüli erőfeszítések árán ugyan, de még sikerült a várat megtartania az Ali budai pasa által vezetett, többszörös túlerőben lévő sereg ellenében. Az ostrom során megrongálódott várat a kapitány vezetésével és az itáliai Pietro Ferrabosco hadmérnök bevonásával a legkorszerűbb haditechnikai módszereket felhasználva építették újjá, aminek eredményeként az 1550-es évek végére hazánk legmodernebb és legerősebb végvárává vált. A sáncfallal, sarokbástyákkal és vizesárokkal védett, a török által elfoglalt és az ostrom során súlyos károkat szenvedett óvárostól délre 1556 után kezdtek hozzá az újváros kiépítéséhez.

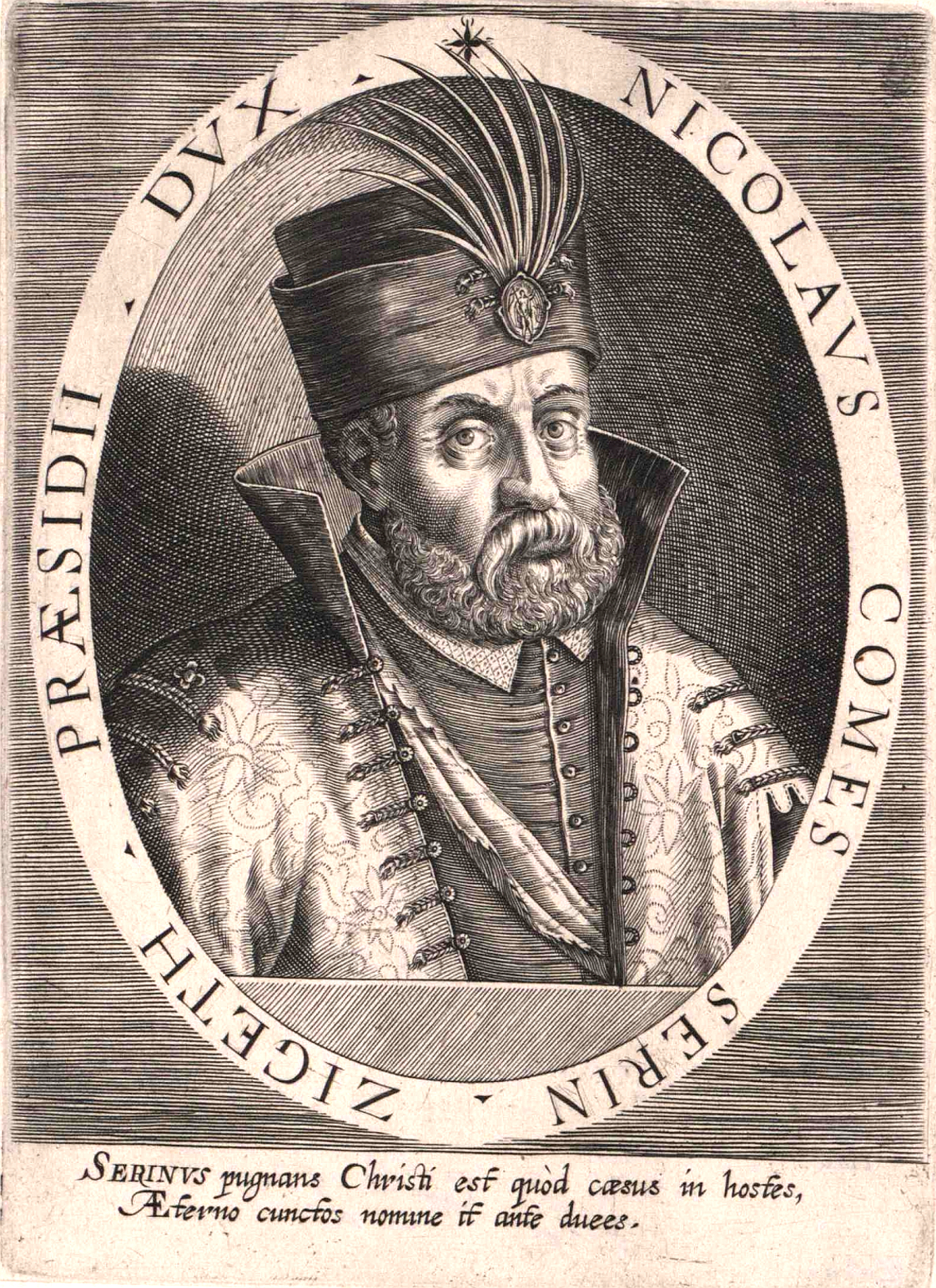
Zrínyi Miklós várkapitány, Szigetvár védője, aki 34 napig ellenállt a török túlerőnek

Horváth Márk halálát követően, 1561-ben Zrínyi Miklós lett a várkapitány. Rá hárult a Buda és Nándorfehérvár közti hadi és kereskedelmi út biztonságát veszélyeztető, még császári kézen lévő, utolsó fontos délvidéki végvár megtartásának feladata. Néhány évnyi nyugalmas időszakot követően 1566 késő nyarán került sor a végül a Dél-Dunántúl feladásával járó, jelentőségében minden korábbit felülmúló, és a magyar történelmi emlékezetben igazán mély nyomot hagyó, a védők hősies kitartása ellenére vereséggel végződő szigetvári ütközet.
I. Szulejmán szultán ötvenezres reguláris erőkből álló sereggel vette ostrom alá Szigetvár várát, amelyet Zrínyi mintegy 2500 katonával védett, 34 napig ellenállva a török túlerőnek. 1566. szeptember 7-én, amikor már a belső vár is lángokban állt, Zrínyi és még harcképes 300 katonája kitörést kísérelt meg („Zrínyi kirohanása”), de a várkapuban valamennyien hősi halált haltak. Az ostrom során a középkori kerek torony is elpusztult. A vár bevétele után a törökök azonnal megkezdték az erőd és a település újjáépítését. Magát a várat tégla-, illetve kőfalakkal erősítették meg, aminek eredményeként, a későbbi, felszabadítást követő kisebb átalakításoktól, bővítésektől eltekintve kialakult a mai formájában látható erőd. Számos középületet emeltek a városban, melyek közül több nagy becsben álló oszmán török építészeti alkotás, köztük a Szulejmán szultán és Ali pasa dzsámija, valamint az ún. Török ház kisebb-nagyobb mértékben átalakítva napjainkig fennmaradt. Szigetvár a hódoltság idején kiemelt katonai-igazgatási szerepet töltött be. Előbb a Budai, majd a Kanizsai vilajet alá rendelt szandzsák központja volt, rövid ideig azonban, 1594–1596 között maga is beglerbégi (Szigetvári vilajet) székhely lett.
A Buda 1686. évi felszabadítását követő hadjáratok eredményeként a Dunántúl déli része szinte teljes egészében újra a császáriak uralma alá került, csupán – a vár 1566-os elestét megelőző időszakhoz hasonlóan – Sziget tartotta még magát, ezúttal a törökök kezén, az ellenség gyűrűjében. A helyőrség elszigetelése, illetve kiéheztetése arra kényszerítette a törököket, hogy 1689 februárjában harc nélkül adják át a várat és a várost, amelyek így a védelem híján elnéptelenedett újváros kivételével épségben kerültek újra Habsburg-kézbe.
A várvédő harcok időszakának és a helyi török uralom végnapjainak történeti eseményeihez és mindennapjaihoz szolgálnak érdekes és értékes irodalmi adalékokkal Ujkéry Csaba Szigeth pajzsai és Handzsár a tükörben című történelmi regényei.

### A település története a vár visszafoglalásától napjainkig

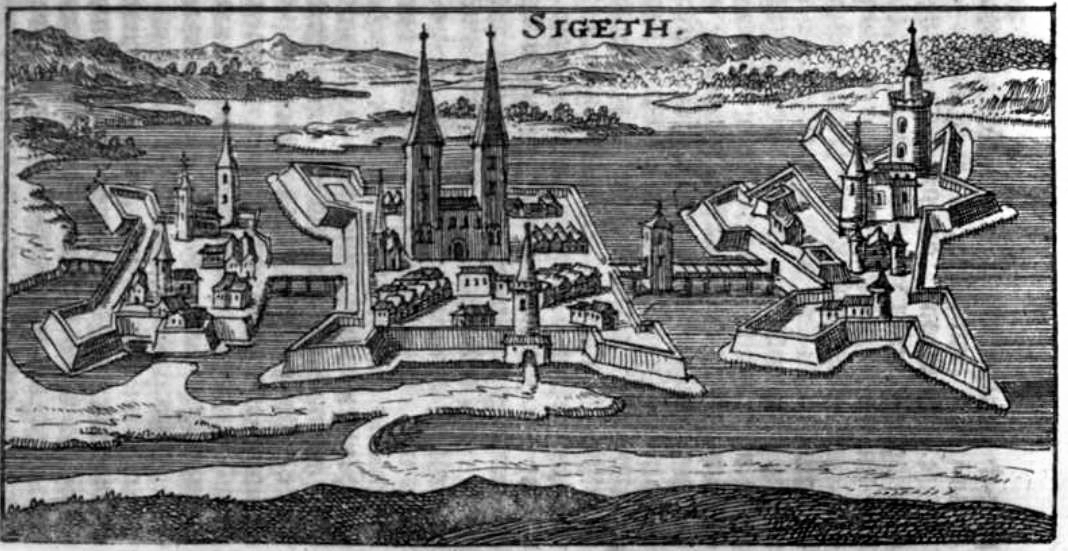
Szigetvár 1688-ban

A szigeti erőd néhány stratégiai fekvésű dunántúli várhoz hasonlóan, hadászati szerepét megőrizve, a 18. század végéig elhúzódó felszabadító harcok idején a Habsburg-kormányzat számára továbbra is kiemelt jelentőséggel bírt, így még száz éven át katonai csapatok állomásoztak a falai között. A helyőrségi épületek kialakításával egyidejűleg, Matthias Kayserfeld hadmérnök irányításával már a 17. század végén hozzáláttak a vár védműveinek kijavításához és megerősítéséhez, ami nagyban hozzájárult ahhoz, hogy Huyn kapitány a kurucok által két ízben is megtámadott Szigetvárt tartani tudta. A vár hadászati funkciója az 1780-as évekre azonban egyre jelentéktelenebbé vált, ezért II. József uralkodása idején (1780–1790) a Haditanács a város tulajdonjogát Szily Ádámtól 1769-ben megszerző Tolnai Festetics Lajosnak eladta a várat, amelyben azonban az évtized végéig, a Belgrád 1789. évi visszavétele során ejtett hadifoglyok őrzésére még kisebb császári haderő tartózkodott. Az első magánbirtokos végeztette el az Almás-patak felduzzasztása révén létrejött, korábban fontos védelmi szerepet betöltő tó lecsapolását, aminek következtében a vár az évszázad végére végleg elvesztette klasszikus szigeterőd jellegét, és a Festetics családot követő 19–20. századi tulajdonosok alatt már csupán a földesúri birtokok gazdasági központjául szolgált. A II. világháború után államosított vár turisztikai célú hasznosítása az 1950-es évek második felében kezdődött el.
Noha az erődítmény napjainkig megőrizte a 16.–17. századra kialakult formáját, újkori története során építészeti részleteit tekintve néhány újabb elemmel bővült. A 18. századi átalakítások, kiegészítések közül ma is láthatók a délkeleti bástya közelében nyíló, a vár jelenlegi főbejáratául szolgáló kosáríves, kőkeretes kapu és a déli falszakasz közepén emelkedő barokk óratorony. Az északi és keleti várfalban nyitott kapuk ugyancsak az 1700-as évekből származnak, akárcsak az erőd belső falfelületéhez támaszkodó északi kazamatasor. Az egykori külső vár területén található a legújabb, már a 20. században keletkezett épülettoldalék, a község utolsó földbirtokosa, gróf Andrássy Mihály által egy korábbi kisebb, földszintes építmény kibővítésével és Szulejmán szultán dzsámijának magába olvasztásával az 1930-as évek elején kialakított kastély.
A Rákóczi-szabadságharcot követő békeidőszakban a megrendelései, illetve vásárlóereje folytán a továbbra is itt állomásozó császári katonaság gyakorolt jótékony hatást a város gazdasági életére, majd az Osztrák–Magyar Monarchia időszakában meginduló polgárosodás és iparfejlesztés nyomán jelentkeztek a kulturális és gazdasági fellendülés újabb jelei.
Az 1868 májusában forgalomba helyezett, a fővárossal, később Gyékényesen át Fiuméval is kapcsolatot teremtő Pécs–Barcs vasútvonalnak, és az 1902-ben átadott, az 1950-es közigazgatási átszervezésig Somogy vármegyéhez tartozó településnek a megyeszékhellyel kapcsolatot teremtő Kaposvár-Szigetvár vasútnak köszönhetően a község bekapcsolódott az országos közlekedési hálózatba, ami nagy ipari beruházások előtt nyitotta meg az utat. Az első nagyobb üzem, a Fehér-féle gőzmalom 1881-ben kezdte meg a működését, néhány évvel később, 1884-ben pedig a jelentős múlttal rendelkező helyi cipőipar első üzemében, a Szigetvári Cipőgyárban indult meg a termelés. Az ugyancsak hagyományosnak számító konzervgyártás 1937-ben kezdődött.
Az egyesületi élet aktivizálódása, a közösségi intézmények megszaporodása ugyancsak erre a korra tehető. A neves lokálpatrióta polgárok, birtokosok, mások mellett Salamon Gyula és unokája, Salamon Béla, Turonyi Biedermann Rezső és felesége, Bleichröder Elza, Höbling Ignác, Koharits Ferenc, Vermes György önzetlen anyagi támogatásának és odaadásának köszönhetően alakult meg, illetve jöhetett létre például a Szigetvári Önkéntes Tűzoltó Egyesület, a Zrínyi Miklós Múzeum Egyesület, a Szigetvári Várbaráti Kör, valamint a polgári fiú és lányiskola, továbbá a Szigetvári Közkórház az 1880-1890-es évek során.
Az 1950 óta Baranya megyéhez tartozó Szigetvár életében a II. világháborút követő időszak minden bizonnyal legfontosabb eseménye a községnek a hősi várvédő ütközet 400. évfordulója alkalmából történő, jelentős településképi és gazdasági fejlesztéssel együtt járó várossá nyilvánítása volt 1966-ban.
A magyar történelmi tudatban kitüntetett szereppel bíró esemény, a haza védelmében a végsőkig kitartó, önfeláldozó harc emlékének közjogi elismerésére 2011-ben került sor, amikor az Országgyűlés törvényben rendelkezett a „Civitas Invicta” – a Leghősiesebb Város cím Szigetvárnak való adományozásáról.

## Közélete

### Polgármesterei
- 1990–1994: Darázsi Mátyás (SZDSZ–Agrárszövetség)[14][15]
- 1994–1996: dr. Rodek Gyula (SZDSZ–Fidesz)[16][17]
- 1996–1998: Mozsgai Péter (EKGP–FKgP–Fidesz–KDNP–Köztársaság Párt–MDF)[18]
- 1998–2002: Mozsgai Péter (független)[19]
- 2002–2006: Paizs József (MSZP–SZDSZ–Agrárszövetség)[20]
- 2006–2010: Paizs József (MSZP)[21]
- 2010–2014: Kolovics János (Fidesz–KDNP)[22]
- 2014–2019: dr. Vass Péter (független)[23]
- 2019–2024: dr. Vass Péter („Szigetvárért Tisztességgel” Egyesület)[24]
- 2024– : dr. Vass Péter („Dr. Vass Péter Koalíció” Egyesület)[1]

1996. április 14-én időközi választást tartottak a településen Rodek Gyula januári lemondása miatt.

## Gazdaság
- Cipőgyártás – Manifaktor Kft., CONY Kft.
- Konzervgyártás – Schenk és Társa Kft.
- Hordógyártás – Trust Hngary Zrt.
- Üveg- és acélszerkezet-gyártás – Hőszig Kft.
- Turizmus – Vár, török kori műemlékek, termálfürdő

Baranya megye 100 legnagyobb árbevételű vállalkozása között négy szigetvári székhelyű cég található:
- Szigetvári Takarékszövetkezet
- BATA Kft. – élelmiszer- és ital-nagykereskedelem
- Iron-Tech Zrt. – fémmegmunkálás, lakatosipari tevékenység
- Trust Hungary Zrt. – hordógyártás

## Demográfia
A település népességének változása:
| Lakosok száma | 10 755 | 10 728 | 10 545 | 10 421 | 10 183 | 9638 | 9594 | 9496 |
|               | 2013   | 2014   | 2018   | 2019   | 2021   | 2022 | 2023 | 2024 |

A történelmi Magyarország utolsó, 1910. évi népszámlálásának adatai szerint az akkor községi jogállású, és Somogy vármegyéhez tartozó Szigetvár járásszékhelynek 6153 lakosa volt, akik közül 5993 fő (97,4%) magyarnak, 42 németnek, 57 pedig horvátnak vallotta magát. 5192 fő (84,4%) a római katolikus, 405 fő (6,6%) a református, 512 fő (8,4%) az izraelita felekezethez tartozott.
A 2011-es népszámlálás eredményei szerint a város népessége 10 614 fő volt. A helyi lakosok nemzetiségi (nyelvi) megoszlása a következőképpen alakult: 9 090 (85,6%) magyar, 14 bolgár, 244 (2,3%) cigány, 102 (1%) horvát, 179 (1,7%) német, 3 örmény, 12 román, 3 szlovák, 3 szlovén, 6 arab, 8 orosz és 59 fő egyéb, a többi ismeretlen (meg nem nevezett) nemzetiségű.

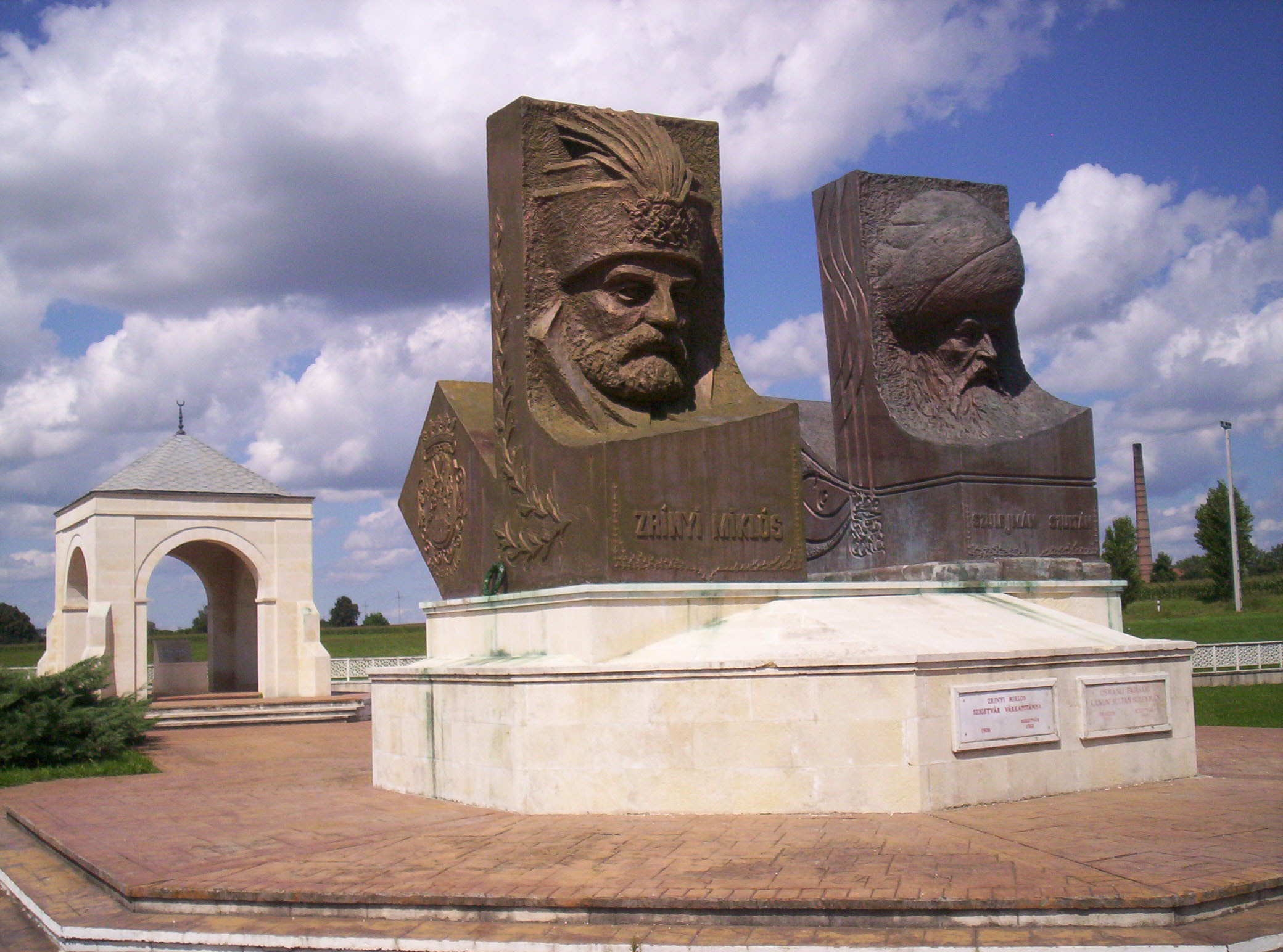
Zrínyi Miklós és I. Szulejmán szobra a Magyar–Török Barátság Parkjában (Metin Jurdanur alkotásai)

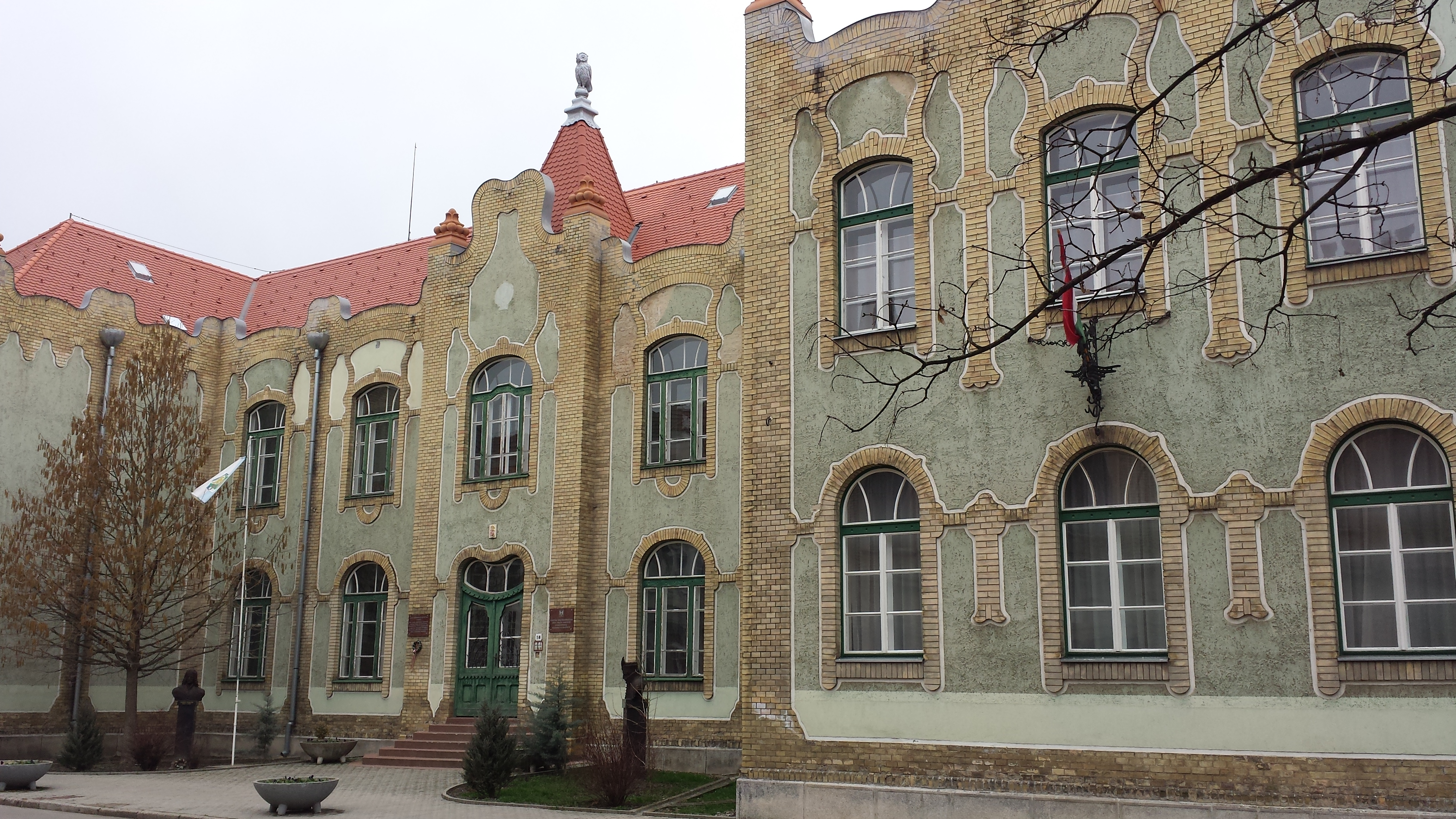
A Zrínyi Miklós Gimnázium, Szakközépiskola, Szakiskola és Kollégium szecessziós stílusú épülete

A népesség vallási összetétele ugyanekkor: római katolikus: 4 721 fő (44,5%), görögkatolikus: 15 fő, református: 970 fő (9,1%), evangélikus: 34 fő, más egyházhoz, felekezethez tartozó: 163 fő (1,5%), nem tartozik egyházhoz: 1 673 fő (15,8%), nem válaszolt: 2 922 fő (27,5%).
2022-ben a lakosság 90,7%-a vallotta magát magyarnak, 1,9% cigánynak, 1,4% németnek, 0,9% horvátnak, 0,1-0,1% bolgárnak, ukránnak, szerbnek és románnak, 2,2% egyéb, nem hazai nemzetiségűnek (9% nem nyilatkozott; a kettős identitások miatt a végösszeg nagyobb lehet 100%-nál). Vallásuk szerint 33,5% volt római katolikus, 7,9% református, 0,2% evangélikus, 0,1% görög katolikus, 0,1% izraelita, 1,8% egyéb keresztény, 1,5% egyéb katolikus, 17,2% felekezeten kívüli (37,6% nem válaszolt).

## Nevezetességek

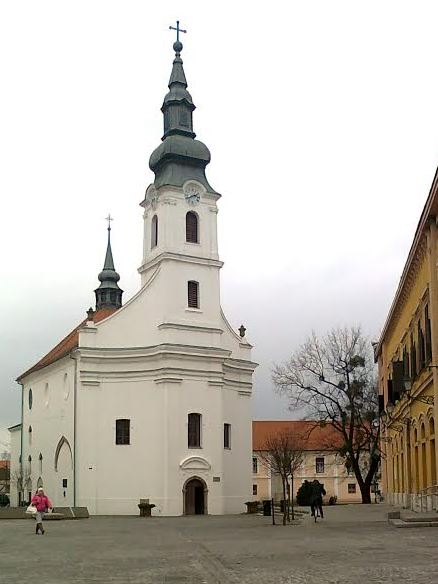
Szent Rókus római katolikus templom

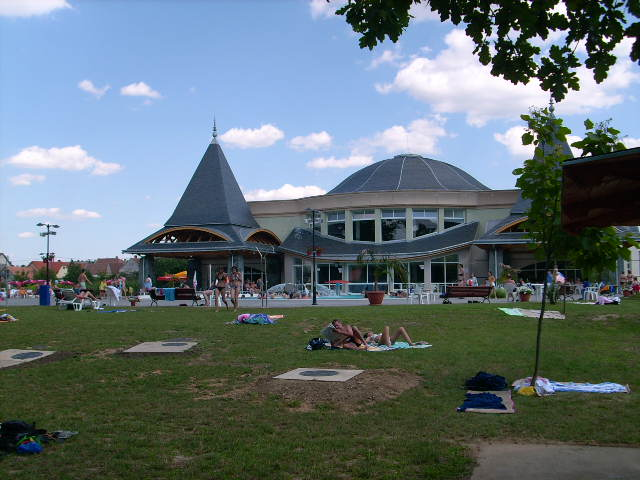
Szigetvári Termál- és Gyógyfürdő

- Vár

A Szigetvártól 16 km-re északra elhelyezkedő Almamellék község melletti ősbükkösben eredő Almás-patak a középkorban a mai Szigetvár térségében vizenyős, ingoványos területet hozott létre, amelynek egyik szigetén a 15. század első felében építtette fel kicsiny várát Szigeti Antimus Osvald földesúr. Az évszázadok során ebből alakult ki Szigetvár erődítményrendszere, amely magában foglalta a települést is. A város és a vár 1473-ban az Enyingi Török család birtokába került. Az 1526-os vesztes mohácsi csata után katonai jelentősége megnőtt, mivel útjában állt a nyugati irányban előretörő török hódítóknak. Miután I. Szulejmán török szultán elfogatta Török Bálintot, a rabságban lévő várúr felesége, Pemfflinger Katalin 1543-ban a végvárat átadta Habsburg Ferdinándnak. 1561-ben főkapitányként Zrínyi Miklós került az elődje, Horváth Stancsics Márk által irányított korszerűsítés eredményeként a korszak legmodernebb és legerősebb várai közé számító erőd élére. A várat Szulejmán szultán százezres serege csak hosszú ostrom után tudta elfoglalni 1566. szeptember 7-én.
- Turbéki kegytemplom

A városközponttól mintegy három kilométerre északkeletre, a nevében Nagy Szulejmán hajdanvolt türbéjének emlékét őrző Turbékpusztán áll a vár és a város töröktől való visszavételét követően kialakult búcsújáróhely Segítő Boldogasszonynak szentelt temploma. A régi hagyományra támaszkodó közvélekedés szerint – amit a Szulejmán-kutatócsoport által a közelmúltban elvégzett vizsgálatok eredményei megcáfoltak – itt épült fel a Szigetvár ostroma közben elhunyt szultánnak emléket állító sírhelyet és az ehhez kapcsolódó derviskolostort őrző erőd.
Az első, e helyütt álló, még a 18. század legelején fából és sárból épült kis kápolnát a jelenlegi ismeretek szerint két szakaszban, 1770-re téglatemplommá építették át. Ekkor létesítették a kegyhely gondozását végző szerzetesek hajlékául szolgáló, a kápolna mögött található ferences remetelakot is. A török feletti győzelmet hirdető nevezetes főoltárképét, a passaui kegykép másolatát, 1741-ben Wolff Karl Hauer készítette. A templom mai, végleges alakját az 1910-es évek elején elvégzett átalakítás-felújítás eredményeként nyerte el, a homlokzatán ekkor a török és magyar állam a Szulejmán szultánra és egykori sírépítményére emlékező, kétnyelvű táblát helyezett el. Az egykor híres búcsújáróhely népszerűsége, mely a környékbeli magyar, cigány, horvát és német hívek tömegeit vonzotta, napjainkra erősen megkopott.
- Szent Rókus római katolikus templom (eredetileg török dzsámi)

A Zrínyi tér déli részén elhelyezkedő Szent Rókus-plébániatemplom a török flotta parancsnokaként a lepantói tengeri ütközetben elesett Müezzinzáde Ali pasa vakufjának, azaz kegyes alapítványának jövedelméből épült dzsámi többszöri átépítése révén nyerte el mai formáját. Az alapító nevét viselő, de csak annak halála, 1571 után, újabb datálás szerint 1579/1580-ra elkészült, centrális alaprajzú imahely mintegy 16 méteres oldalhosszával a legnagyobb hazai oszmán építészeti emlékek közé tartozik. 1780-as években végzett átalakítás idején került a kupola boltozatára id. Dorfmeister Istvánnak (1729–1797), a hazai barokk-rokokó festészet jeles alakjának a vár és a város visszavétele 100. évfordulójára készített, mitologikus-allegorikus hangvételű monumentális freskója. Ennek egyik oldalán az erőd 1566. évi bevételét, a halott szultánt és a mártírhalált szenvedő Zrínyi apoteózisát, másik felén pedig a vár 1689-es feladását és a legyőzötteknek a császári csapatok parancsnoka előtti hódolatát örökítette meg.
- Szigetvári Termál- és Gyógyfürdő

A fürdő 62 fokos gyógyvize 800 méteres mélységből tör fel, 1966 óta. Nátrium-kloridos, alkáli-hidrogén-karbonátos, magas fluoridtartalmú víz, amely főleg a mozgásszervi, illetve reumatikus panaszok enyhítésére alkalmas. Fluoridtartalma az időskori csontritkulás lassítását is elősegíti.
- Zrínyi tér

A város legszebb tere, itt áll a Szent Rókus-templom, a Szent Rókus-szobor és a város szimbólumának tartott Oroszlán-szobor is.
- Vigadó

Kulturális központ, épült Makovecz Imre tervei alapján. Az időközben végrehajtott tervmódosítások figyelembevételével és az e célra megnyíló források segítségével 2013 nyarára nyerte el jelenlegi formáját.
- Salamon-ház
- Polák-kastély
- Magyar–Török Barátság Park a város melletti Csertő község külterületén
- Török ház (karavánszeráj)
- Sóház

## Média

### Rádióállomások
- N-Joy Rádió – Szigetvár, FM 98,9 MHz (2006–2013)
- Lánchíd Rádió – Szigetvár, FM 98,9 MHz (helyi frekvencia – hálózat tagja) (2013–2018)

## Érdekességek
Szigetváron forgatták a Kisváros című televíziós sorozat legtöbb részét.

## Képek

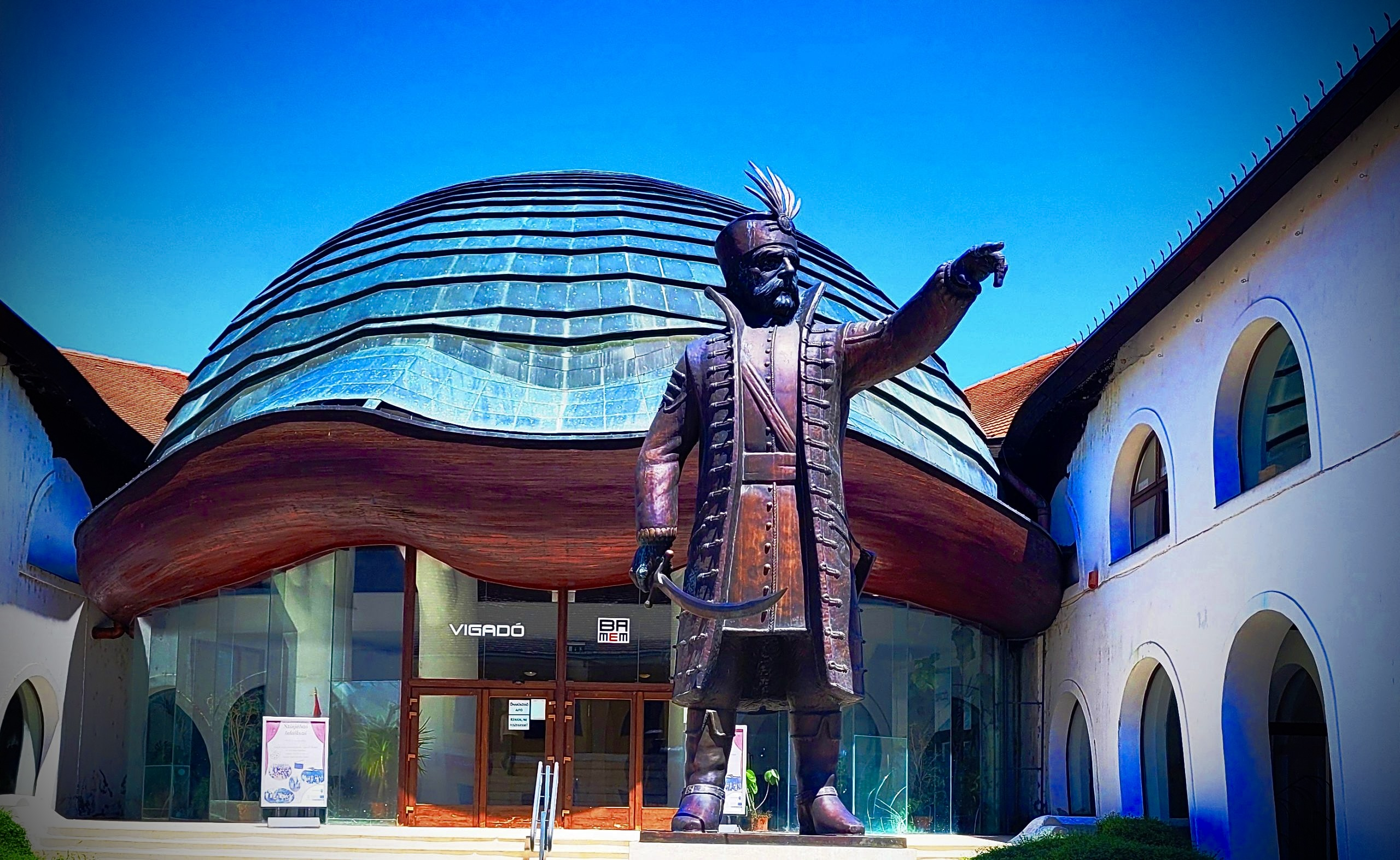
Vigadó
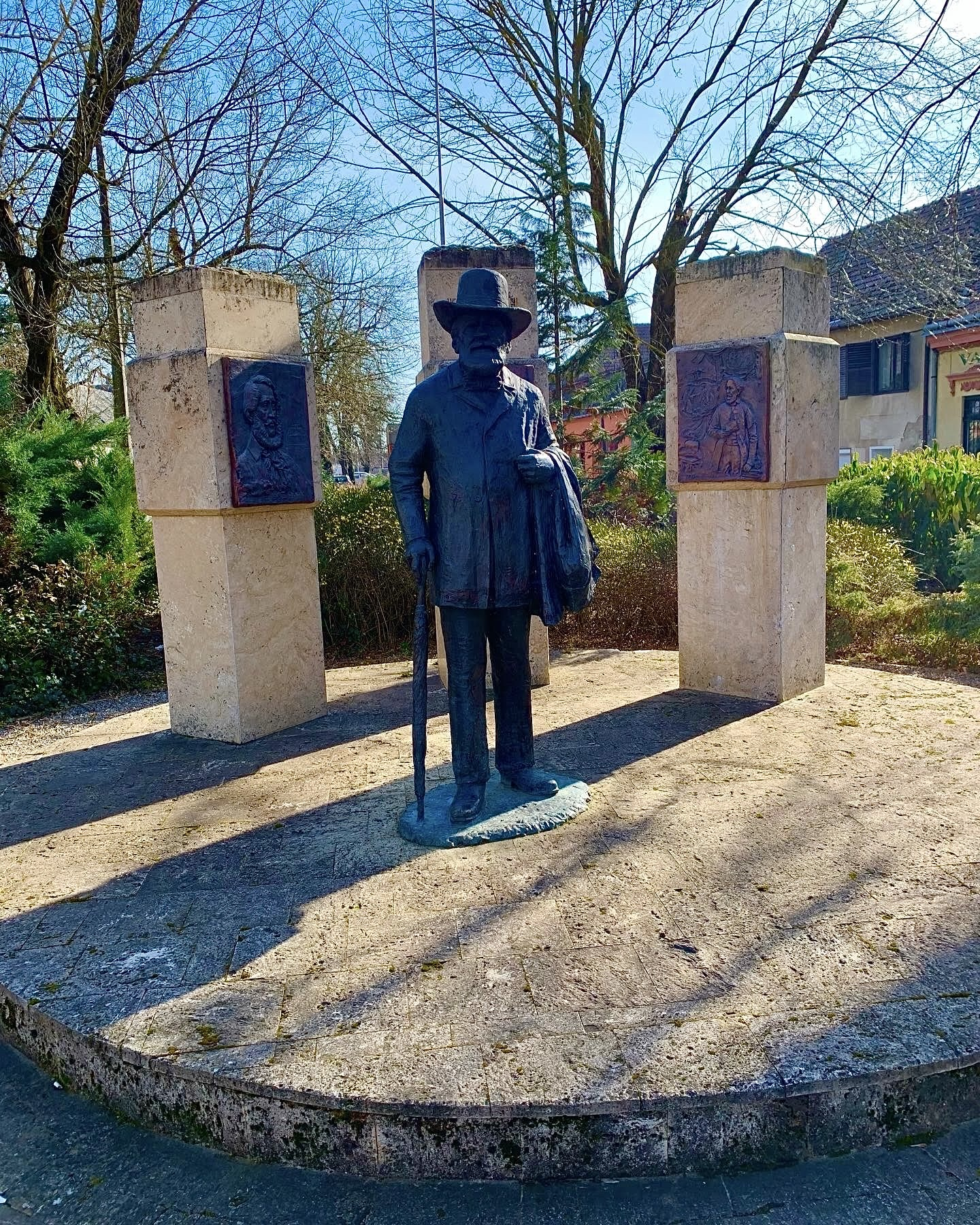
Kossuth tér
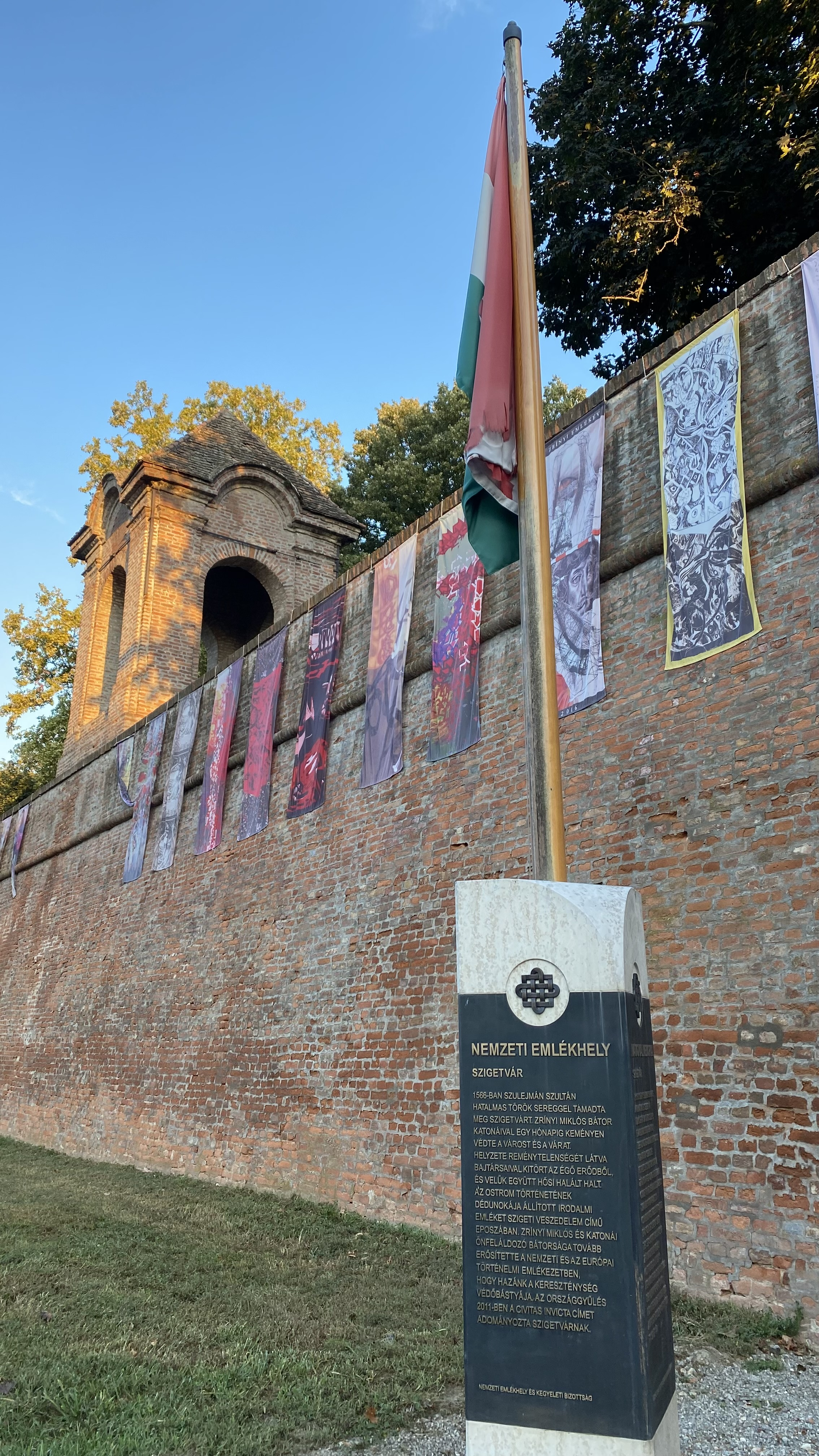
Zrínyi vár
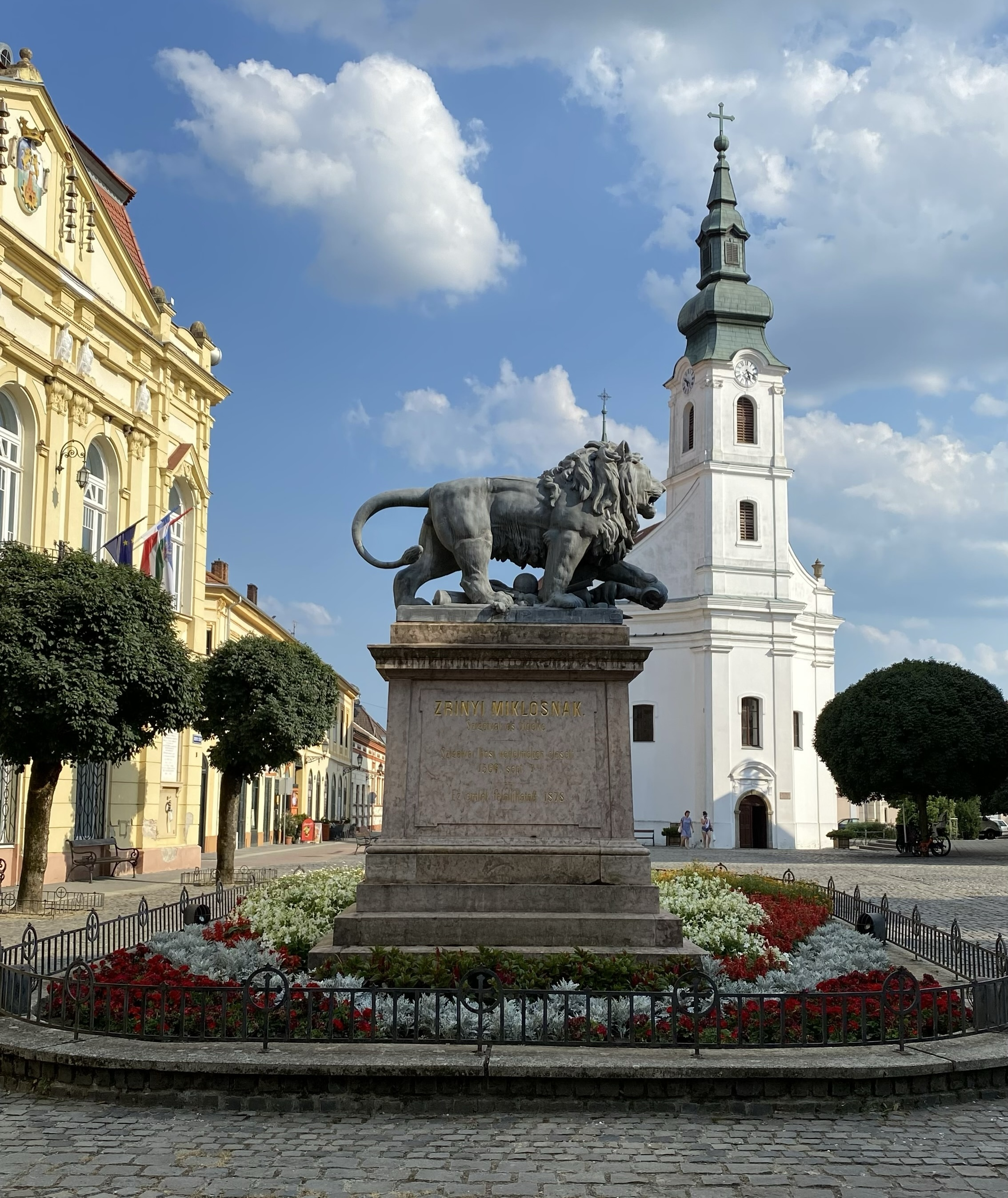
Oroszlán szobor
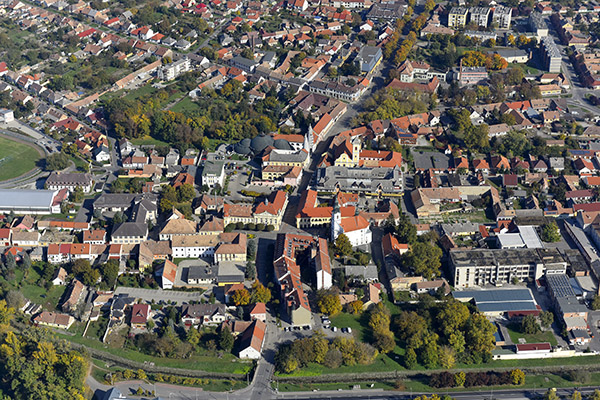
Szigetvár belvárosa madártávlatból
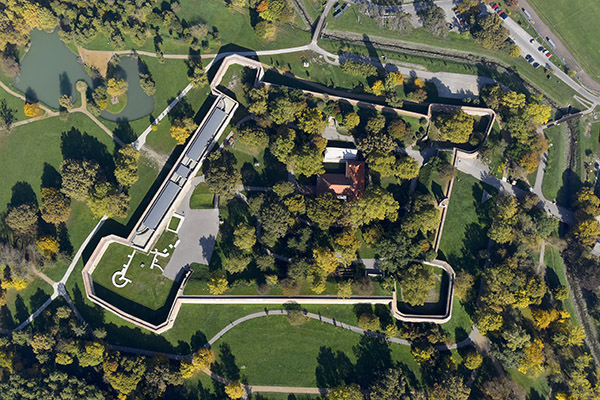
Zrínyi vár légifelvételen
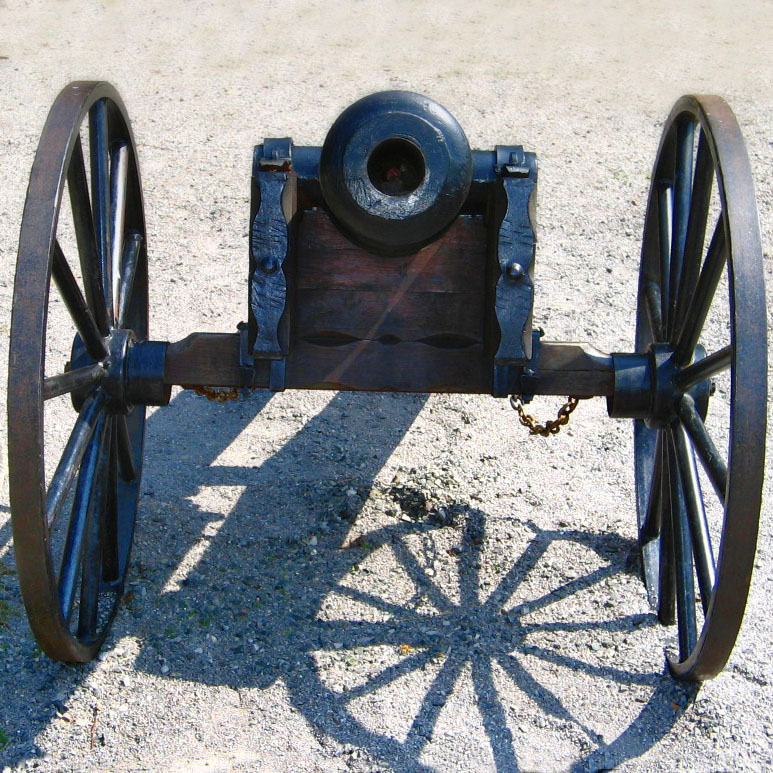
Korabeli ágyú
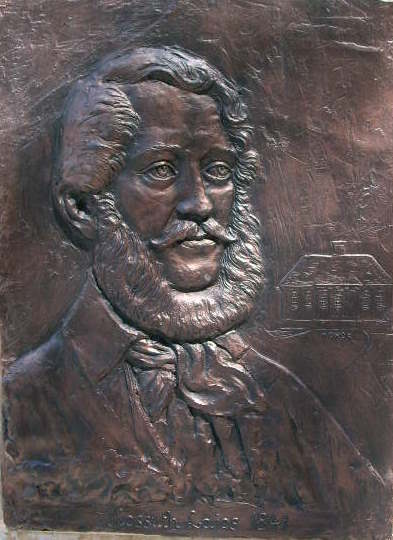
Kossuth Lajos domborműve
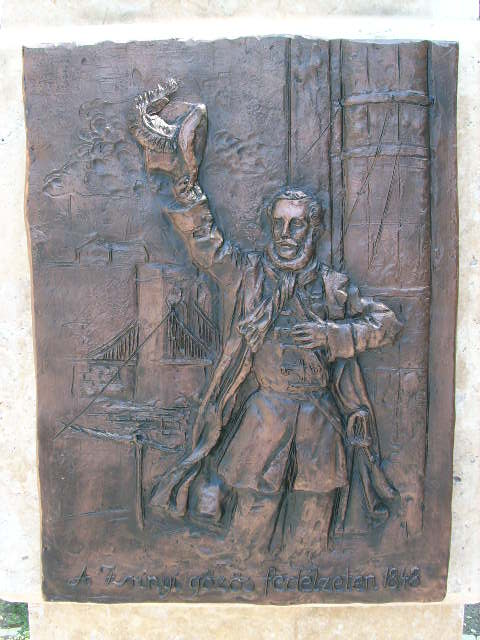
Kossuth a Zrínyi gőzösön

## Testvérvárosai
- Imatra, Finnország
- Eppingen, Németország
- Szalatnok, Horvátország
- Trabzon, Törökország
- Déva, Románia

## Szigetváron született neves személyek
- Babocsay József orvos, kanizsai városbíró, Hévíz első tudományos leírója
- Baley Endre író, költő
- Bera Paula színművésznő
- Berkes Imre, született Bergl Izidor, magyar író, újságíró.
- Bod Péter Ákos közgazdász, volt miniszter és MNB-elnök
- Cseke Katinka színművésznő
- Erős Antónia tévés műsorvezető
- Gaják Petra rádiós műsorvezető
- Juhász Ibolya bábművésznő
- Kárász Róbert tévés műsorvezető
- Kárpáti Levente színművész
- Lengyeltóti János néptanító, művelődésszervező
- Máté Olga fotóművész
- Módos Péter olimpiai bronzérmes birkózó
- Raksányi Gellért színművész
- Salamon Gyula gyógyszerész, a Szigetvári Önkéntes Tűzoltó Egyesület alapítója
- Salamon Béla gyógyszerész, helytörténész
- Sarlós Endre festőművész, grafikus
- Szabó Ottó színművész
- Tóth Tibor történész, az MTA doktora, egyetemi tanár
- Ujkéry Csaba író

## Szigetváron és környékén élő vagy élt hírességek
- Aladdin Ali dede, Szulejmán szultán türbéjének őrzője, veli
- Beleznay Endre színész
- Bencze Attila tévés műsorvezető
- Biedermann Rezső, Turonyi földbirtokos, agrárvállalkozó, lokálpatrióta filantróp
- Demjén Ferenc énekes, zenész
- Andreas Ebner borász
- Gráf József mezőgazdasági miniszter
- Gregorovics Tamás énekes
- Hal Pál katolikus lelkész, író
- Hoffer János fafaragó, a népművészet mestere
- Horváth Márk várkapitány
- Igmándy-Hegyessy Géza altábornagy
- Istvánffy Miklós történetíró, államférfi
- Kapoli Antal idősebb Kossuth-díjas fafaragó
- Kapoli Antal, ifjabb pásztor, fafaragó, a Népművészet Mestere
- Kapoli Ilona festőművész
- Dr. Kiss Endre bankár, sportvezető, tájfutó
- Klein Gyula rabbi
- Koncz Károly fizikatanár
- Körösztös Krizosztom vértanú ferences szerzetes
- Molnár Imre helytörténész, pedagógus
- Pincehelyi József fotóművész
- Pincehelyi Sándor képzőművész
- Ripli Zsuzsa playmate
- Sasvári László úszó
- Szendrey Tibor asztalifoci világbajnok
- Szentgyörgyvári Balázs “ZumBazsi” zumba fitness oktató
- Szirmainé Bayer Erzsébet festőművész
- Tinódi Lantos Sebestyén énekszerző, lantos, a 16. századi magyar epikus költészet képviselője
- Török Bálint, Enyingi várúr, hadvezér
- Vanyúr "Piru" István szobrász
- Zágon Gyula festő, grafikus, szobrász, bábművész, pedagógus
- Zrínyi Miklós hadvezér, horvát bán
- Zrínyi Miklós (költő) költő és hadvezér
- Persona Non Grata rockzenekar